# Колодязне (Сімферопольський район)
Коло́дязне (до 1945 року — Уч-Кую́-Тарха́н, крим. Üç Quyu Tarhan) — село Сімферопольського району Автономної Республіки Крим.
Відстань від райцентру до населеного пункта становить 23 кілометрів по прямій.